# Moisson (Yvelines)
Moisson és un municipi francès, situat al departament d'Yvelines i a la regió de Illa de França. L'any 2007 tenia 900 habitants.
Forma part del cantó de Bonnières-sur-Seine, del districte de Mantes-la-Jolie i de la Comunitat de comunes Les Portes de l'Île-de-France.

## Demografia

### Població
El 2007 la població de fet de Moisson era de 900 persones. Hi havia 345 famílies, de les quals 76 eren unipersonals (36 homes vivint sols i 40 dones vivint soles), 100 parelles sense fills, 133 parelles amb fills i 36 famílies monoparentals amb fills.
La població ha evolucionat segons el següent gràfic:
Habitants censats

### Habitatges
El 2007 hi havia 480 habitatges, 351 eren l'habitatge principal de la família, 124 eren segones residències i 6 estaven desocupats. 458 eren cases i 21 eren apartaments. Dels 351 habitatges principals, 299 estaven ocupats pels seus propietaris, 39 estaven llogats i ocupats pels llogaters i 12 estaven cedits a títol gratuït; 9 tenien una cambra, 16 en tenien dues, 59 en tenien tres, 87 en tenien quatre i 179 en tenien cinc o més. 254 habitatges disposaven pel capbaix d'una plaça de pàrquing. A 163 habitatges hi havia un automòbil i a 171 n'hi havia dos o més.

### Piràmide de població
La piràmide de població per edats i sexe el 2009 era:
| Homes | Edats   | Dones |
| ----- | ------- | ----- |
| 0     | 95 o +  | 4     |
| 4     | 90 a 94 | 0     |
| 4     | 85 a 89 | 4     |
| 4     | 80 a 84 | 4     |
| 12    | 75 a 79 | 12    |
| 16    | 70 a 74 | 16    |
| 12    | 65 a 69 | 16    |
| 20    | 60 a 64 | 8     |
| 16    | 55 a 59 | 20    |
| 32    | 50 a 54 | 32    |
| 36    | 45 a 49 | 36    |
| 36    | 40 a 44 | 40    |
| 24    | 35 a 39 | 36    |
| 20    | 30 a 34 | 28    |
| 32    | 25 a 29 | 12    |
| 40    | 20 a 24 | 24    |
| 36    | 15 a 19 | 36    |
| 40    | 10 a 14 | 12    |
| 28    | 5 a 9   | 24    |
| 12    | 0 a 4   | 24    |

## Economia
El 2007 la població en edat de treballar era de 578 persones, 450 eren actives i 128 eren inactives. De les 450 persones actives 412 estaven ocupades (230 homes i 182 dones) i 38 estaven aturades (16 homes i 22 dones). De les 128 persones inactives 41 estaven jubilades, 36 estaven estudiant i 51 estaven classificades com a «altres inactius».

### Ingressos
El 2009 a Moisson hi havia 356 unitats fiscals que integraven 917 persones, la mediana anual d'ingressos fiscals per persona era de 21.842 €.

### Activitats econòmiques
Dels 50 establiments que hi havia el 2007, 2 eren d'empreses de fabricació d'altres productes industrials, 10 d'empreses de construcció, 7 d'empreses de comerç i reparació d'automòbils, 1 d'una empresa de transport, 6 d'empreses d'hostatgeria i restauració, 1 d'una empresa d'informació i comunicació, 2 d'empreses financeres, 2 d'empreses immobiliàries, 13 d'empreses de serveis, 2 d'entitats de l'administració pública i 4 d'empreses classificades com a «altres activitats de serveis».
Dels 13 establiments de servei als particulars que hi havia el 2009, 1 era un taller de reparació d'automòbils i de material agrícola, 3 paletes, 1 guixaire pintor, 3 fusteries, 1 lampisteria, 1 electricista, 2 restaurants i 1 agència immobiliària.
L'any 2000 a Moisson hi havia 3 explotacions agrícoles.

## Equipaments sanitaris i escolars
El 2009 hi havia una escola elemental integrada dins d'un grup escolar amb les comunes properes formant una escola dispersa.

## Poblacions més properes
El següent diagrama mostra les poblacions més properes.